# Schwimmverein Poseidon Hamburg
Der Schwimmverein Poseidon Hamburg e. V. ist ein 1948 gegründeter Hamburger Sportverein für Wassersport. Seit 1969 hat der Verein seinen Sitz in  Hamburg-Eidelstedt, wo der Verein mit dem Poseidon-Bad sein eigenes Freibad betreibt. Mit über 1.100 Mitgliedern ist Poseidon einer der größten Schwimmvereine Norddeutschlands.

## Geschichte
1948 wurde der Schwimmverein als Zusammenschluss der Vereine Altonaer Schwimmverein 1910, Ottensener Schwimmverein 1909 und Sanitätsschwimmverein Eimsbüttel 1895 gegründet. In seiner Traditionsbildung stellt der Verein auf das älteste Gründungsjahr der drei Vereine ab: 1895.
Die erfolgreichste Abteilung des Vereins ist die Wasserballabteilung. In den 1950er Jahren war der Klub Hamburger Wasserballmeister. Den größten Erfolg konnte die Mannschaft 1966 feiern, als der SV Poseidon deutscher Vizemeister wurde. Zwischen 1968 und 1980 trat die Männermannschaft in der Deutschen Wasserball-Liga an. Danach spielte der Verein abwechselnd in der 1. und 2. Liga mit zwischenzeitlich sehr erfolgreichen Jahren in der 1. Liga.
Seit den 1970er Jahren spielte die erste Mannschaft zumeist in der damals zweitklassigen Regionalliga Nord, später in der wieder aufgelösten zweiten Bundesliga (DWL II). In der Saison 2007/2008 wurde die Wasserballmannschaft des Vereins Meister und Pokalsieger in der 2. Wasserball-Liga Nord. Anschließend gelang der Aufstieg in die Deutsche Wasserball-Liga, der höchsten deutschen Spielklasse. Hier spielte der Verein in der Saison 2008/2009 und 2010/2011 und seit 2016 wieder.

## Freibad

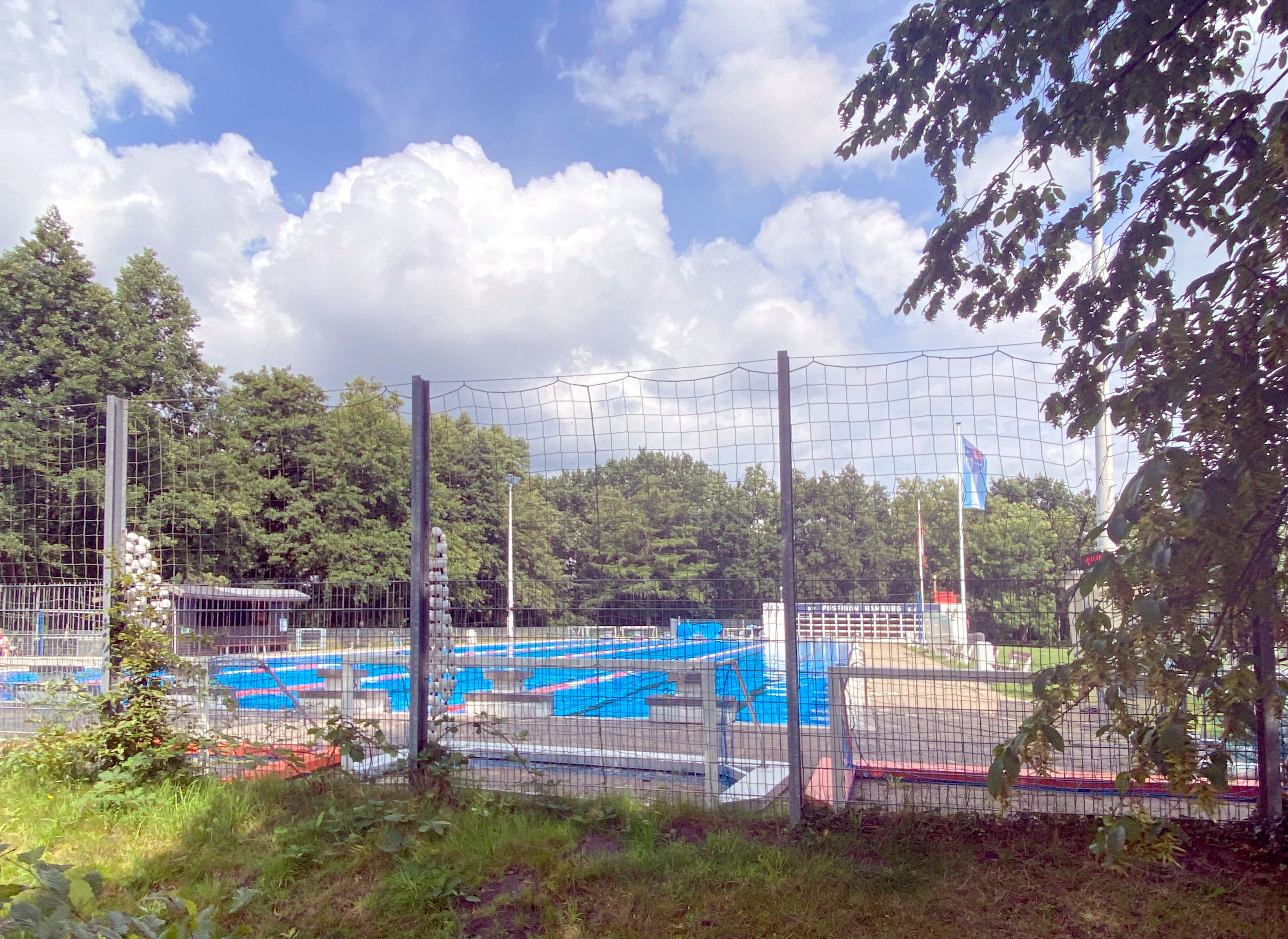
Poseidon-Bad in Hamburg-Eidelstedt

Der Verein betreibt am Olloweg in Hamburg-Eidelstedt ein Freibad, das auch als Veranstaltungsort für Wettkämpfe genutzt wird. Das Freibad befindet sich seit 1969 am jetzigen Standort nördlich von Kieler Straße und Güterumgehungsbahn, direkt neben dem Sola-Bona-Park. Zum Freibad gehören heute zwei 50-Meter-Becken und ein Nichtschwimmerbecken.
Ursprünglich war das Poseidon-Bad am Sootbörn in Hamburg-Niendorf ansässig, musste aber 1965 der Verlängerung der Startbahn 1 des Hamburger Flughafens weichen. Der Neubau in Eidelstedt wurde vom Architekten Schmedje entworfen. Im Mai 1969 wurde das Freibad am neuen Standort eingeweiht.